# Zitzewitz

Wappen derer von Zitzewitz

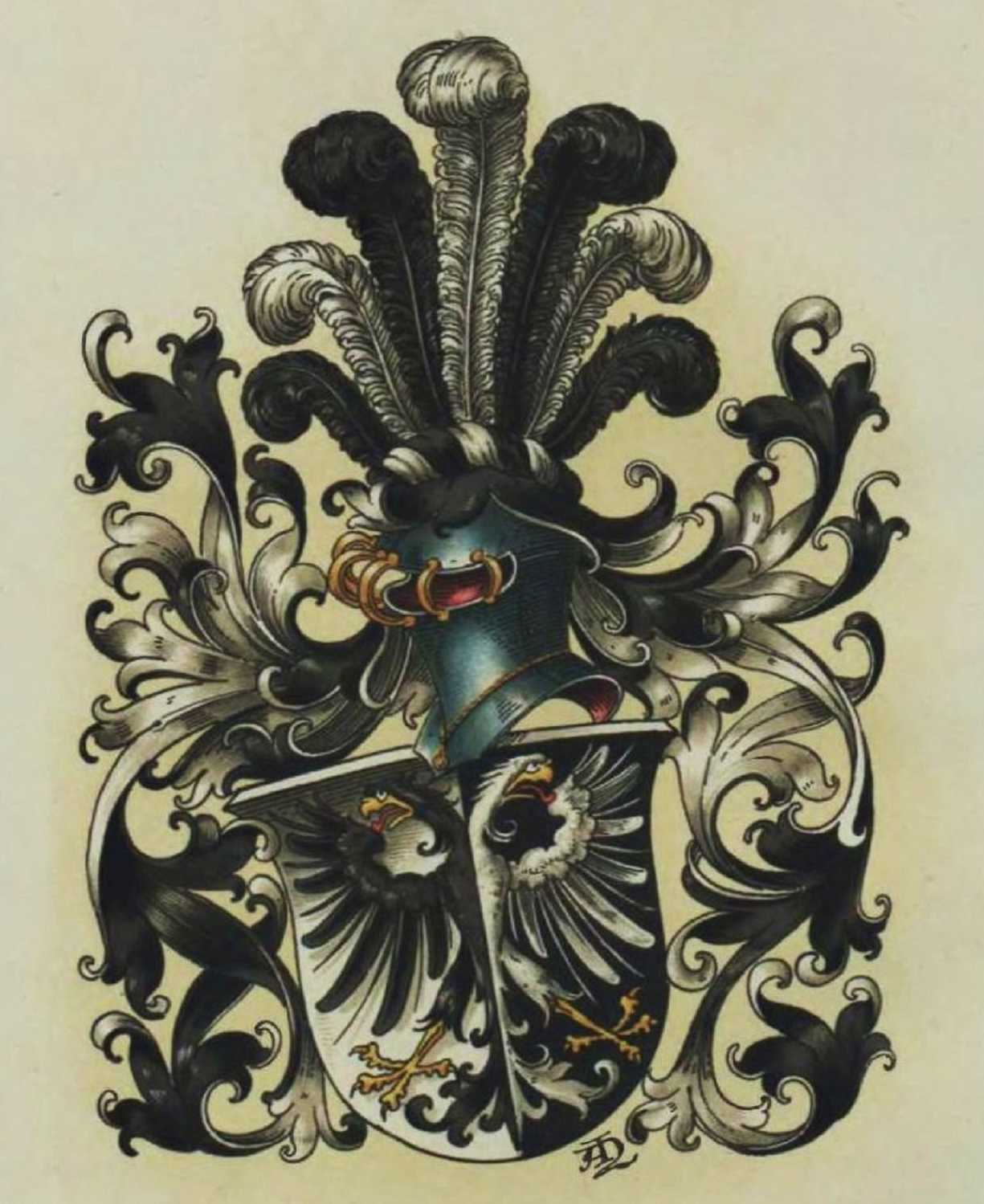
Wappen derer von Zitzewitz/Zittwitz

Zitzewitz ist der Name eines alten hinterpommerschen Adelsgeschlechts des Stammes Kutzeke, dessen Stammreihe urkundlich 1168 mit dem Kastellan von Demmin Dirsiko beginnt.

## Geschichte
Die Zitzewitz, auch von Zittwitz, zählten lange Zeit, neben den Puttkamer und Stojentin, zu den bedeutendsten Geschlechtern des Landes Stolp, wo sie umfangreichen Besitz hatten.

### Frühe Vertreter
In einer Urkunde aus dem Jahre 1345 wird Martinus de Sitsovits als erster Angehöriger des Geschlechts nach dem gleichnamigen, zwischen Stolp (heute pol. Słupsk) und Schlawe (heute pol. Sławno) in Hinterpommern gelegenen Gut Zitzewitz benannt. Zuvor war er als Martin Kutzeke de Sanow aufgetreten. Die Kutzeke (Cusseke, Koske) werden noch 1393 mit Laurenz und Dereke Koske als Herren auf Kunsow erwähnt, welches anschließend Peter von Zitzewitz († 1410) gehörte. 1393 wird Laurenz Koske von Culsow genannt und 1397 ein Derseke Cusseke von Culsow. 1401 verkauften Jarislaw, Lorenz und Bogislaus Kutzeke das Dorf Zu der Sawerze (Sageritz).

### Linien
Um 1400 bildeten sich drei große, stark verzweigte Linien mit den Häusern Zitzewitz, Muttrin und Varzin, wobei die letztere 1781 erlosch.
Peter von Zitzewitz war bei seinem Tode 1410 Besitzer von Zitzewitz und Kussow. Der 1585 geborene Georg von Zitzewitz wurde der Begründer des zweiten Zitzewitz-Zezenower Zweiges. Nach seinem Tod wurde Zitzewitz in die Güter A und B aufgeteilt, blieb aber bis 1945 im Besitz der Familie.
Jarislaw von Zitzewitz, um 1360 geboren, wird als erster Herr auf Muttrin genannt, dem auch zahlreiche andere Güter im Stolper Land gehörten, darunter Budow. Er fiel, zusammen mit Albert von Puttkamer, 1410 in einem Grenzstreit mit den Rittern des Deutschen Ordens. Das Haus Muttrin stellte mit Jacob von Zitzewitz (um 1507–1572), Kanzler von Pommern-Wolgast, einen bedeutenden Staatsmann im Reformationszeitalter.
Klaus von Zitzewitz, um 1460 in Muttrin geboren, gilt als der Stammvater des zweiten Budower Zweigs, der das Gut Budow später in die Anteile A und B aufteilte.

### Verleihungen und Rangerhöhungen
Aus Anlass der Feier des 600-jährigen Besitzes der Familiengüter im Flussgebiet der Stolpe und der Wipper wurde dem Adelsgeschlecht Zitzewitz von Wilhelm II. am 16. Oktober 1900 in Bad Homburg vor der Höhe das Präsentationsrecht für das Preußische Herrenhaus verliehen.
Die Zitzewitz zu Zitzewitz erhielten 1909 mit Wilhelm von Zitzewitz (1838–1925) die preußische Grafenwürde in der Primogenitur.

## Besitze
Die Familie erlangte im Laufe der Zeit einen stattlichen Grundbesitz und besaß noch am Anfang des 20. Jahrhunderts über 30.000 Hektar.
Der Stammsitz Zitzewitz blieb seit der Ersterwähnung 1345 bis 1945 im Besitz der Familie, ebenso ab 1360 Muttrin, Budow und Klein Gansen. Kottow war seit dieser Zeit ein Nebengut, erst zu Budow, dann zu Muttrin. Das Muttrin benachbarte Goschen (heute Goszczyno) sowie Groß Gansen waren schon seit vor 1410 im Besitz der Zitzewitz, Groß Gansen wurde später in zwei Vorwerke aufgeteilt. Beßwitz wird 1480 als ein „uraltes Lehen“ der Familie bezeichnet, weitere alte Lehen waren auch Krien und ab 1440 Dumröse, sie verblieben ebenfalls bis 1945 im Familienbesitz.
Das Beßwitz benachbarte Varzin wird 1485 zum ersten Mal in den Händen der Familie erwähnt und blieb ihr, zusammen mit Jannewitz, bis 1692.
Von 1656 bis ca. 1800 war Notzkow in der Familie und kam von 1908 bis 1945 nochmals an sie zurück.
1796 kamen Zezenow und Dargeröse als Heiratsgut in die Familie und blieben bis 1945 in deren Besitz.
Graf Wilhelm von Zitzewitz (1838–1925) stiftete 1901 das Fideikommiss Zitzewitz-Gatz-Nitzlin und war Erbherr auf Zezenow. Er erweiterte seinen Besitz sehr erheblich um Prebendow, Dargeröse, Schlackow, Krolow, Marsow, Görshagen, Vietzke, Klein Machmin, Schönwalde, Klein-Lüblow, Karlswalde und Pottack. Seine 17 adligen Güter umfassten zusammen 11500 ha. Sein Sohn Heinrich erbaute in Zitzewitz ein neues Schloss und legte einen Park an.
1841 wurde Bornzin erworben und blieb ebenfalls bis zur Enteignung 1945 im Familienbesitz.

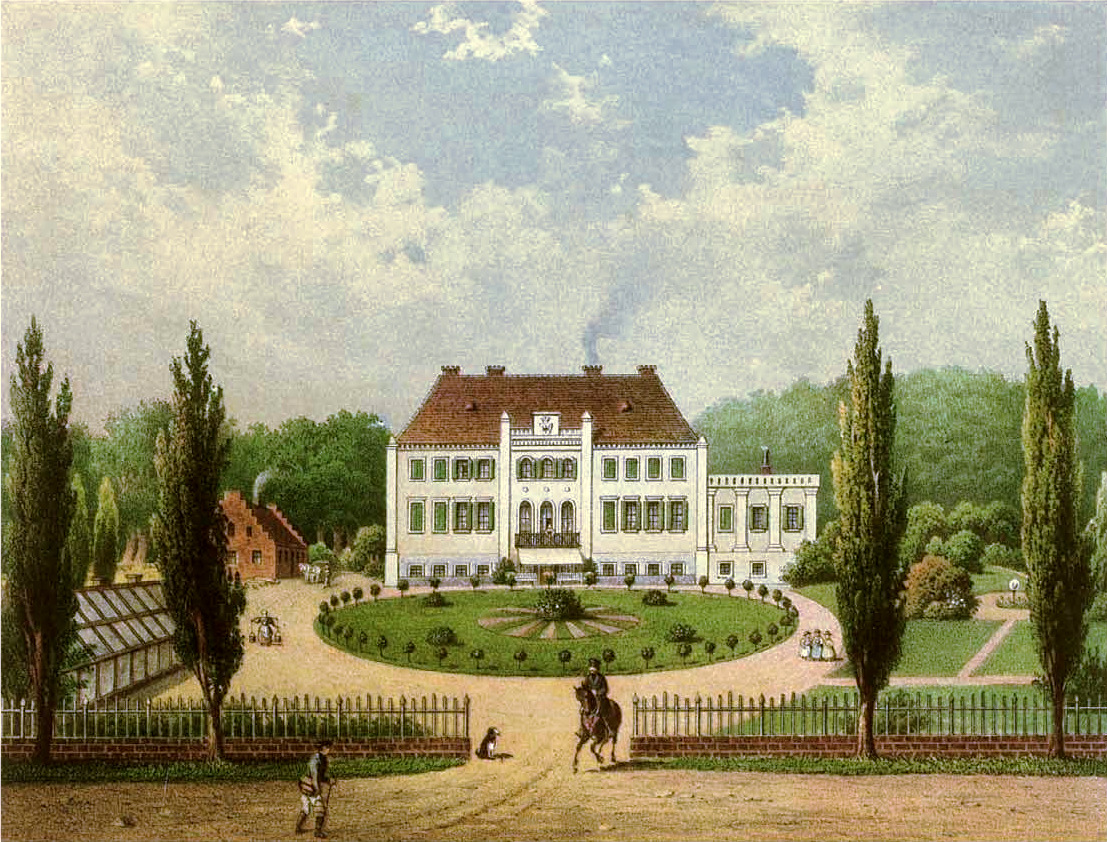
Beßwitz (15. Jh. – 1945)
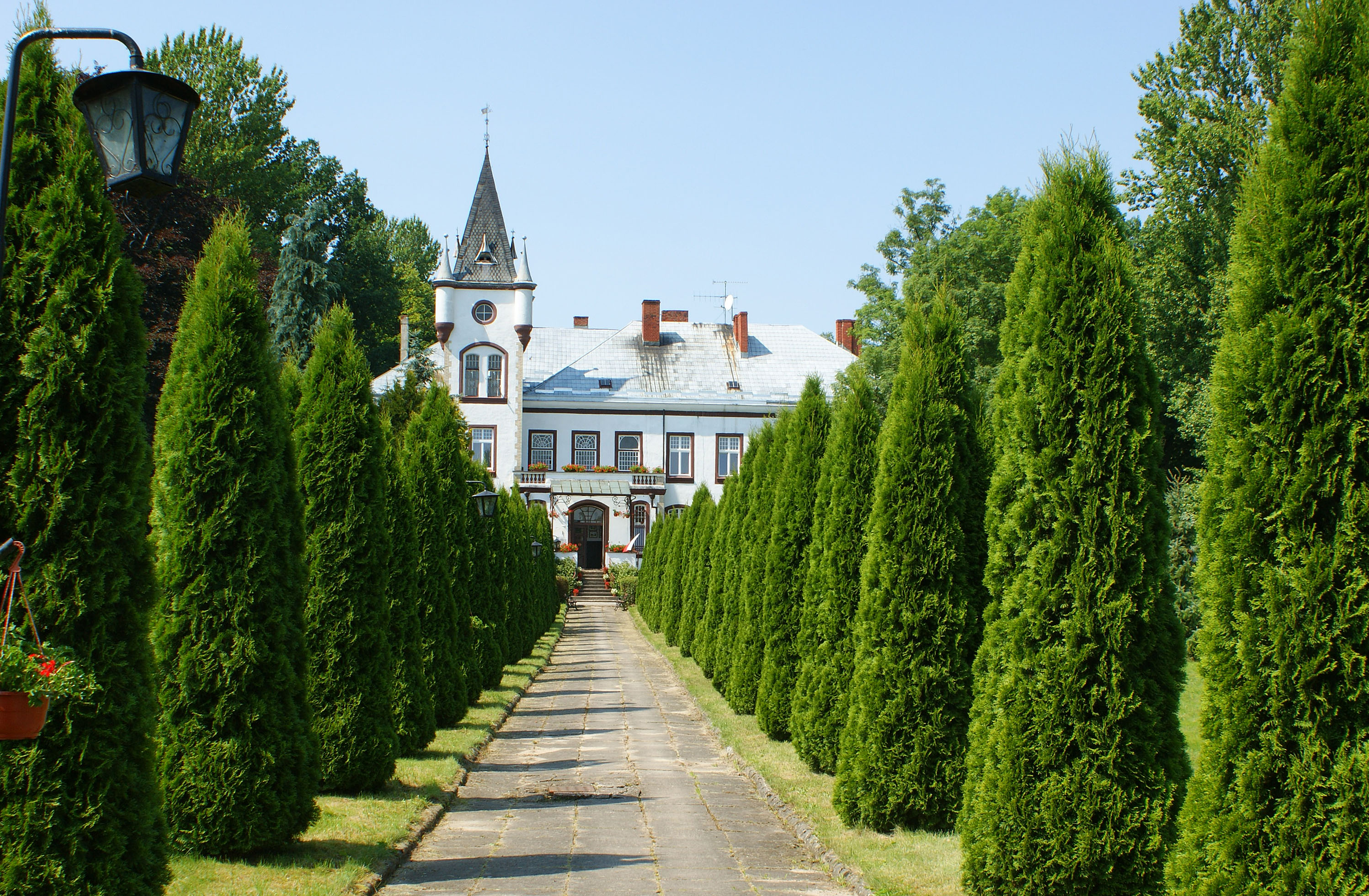
Notzkow (1656 – ca. 1800 und 1908–1945)
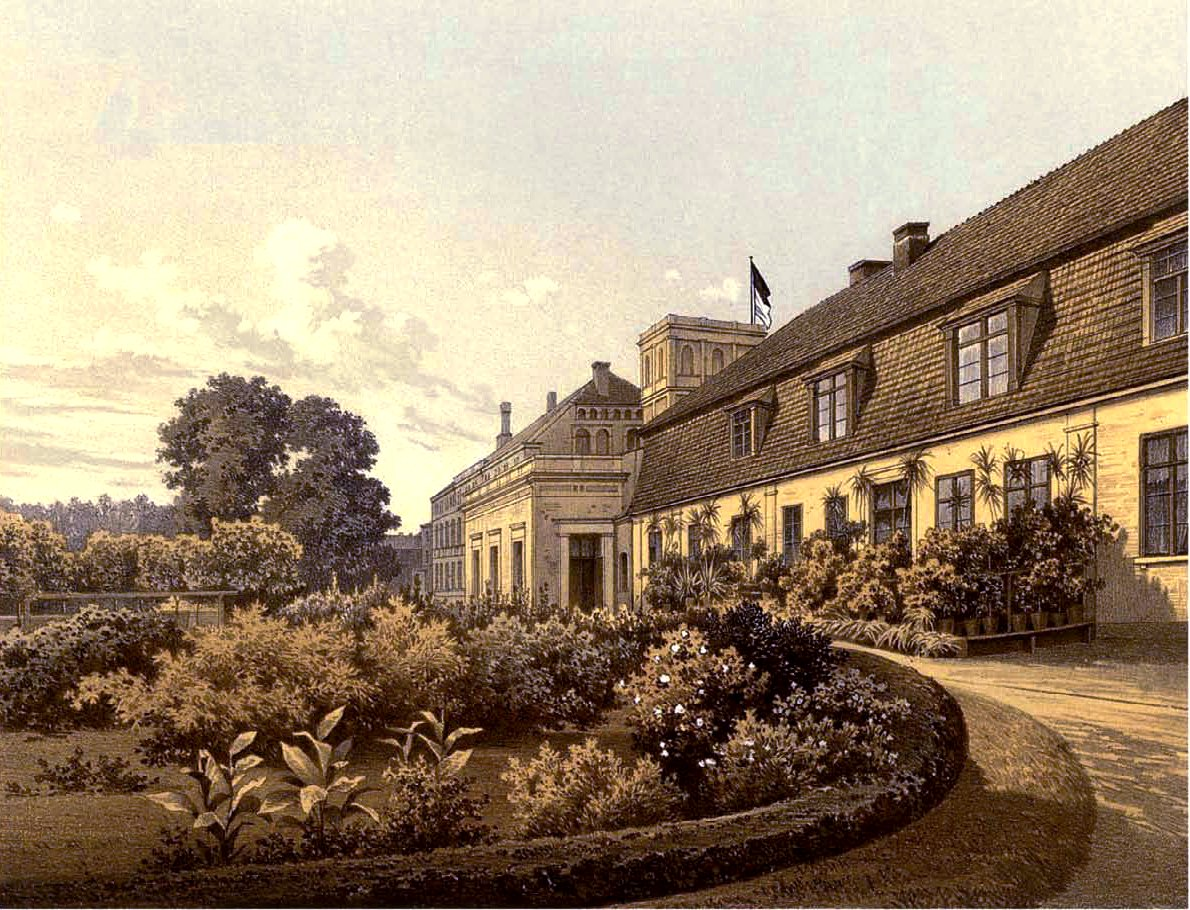
Zezenow (1796–1945)
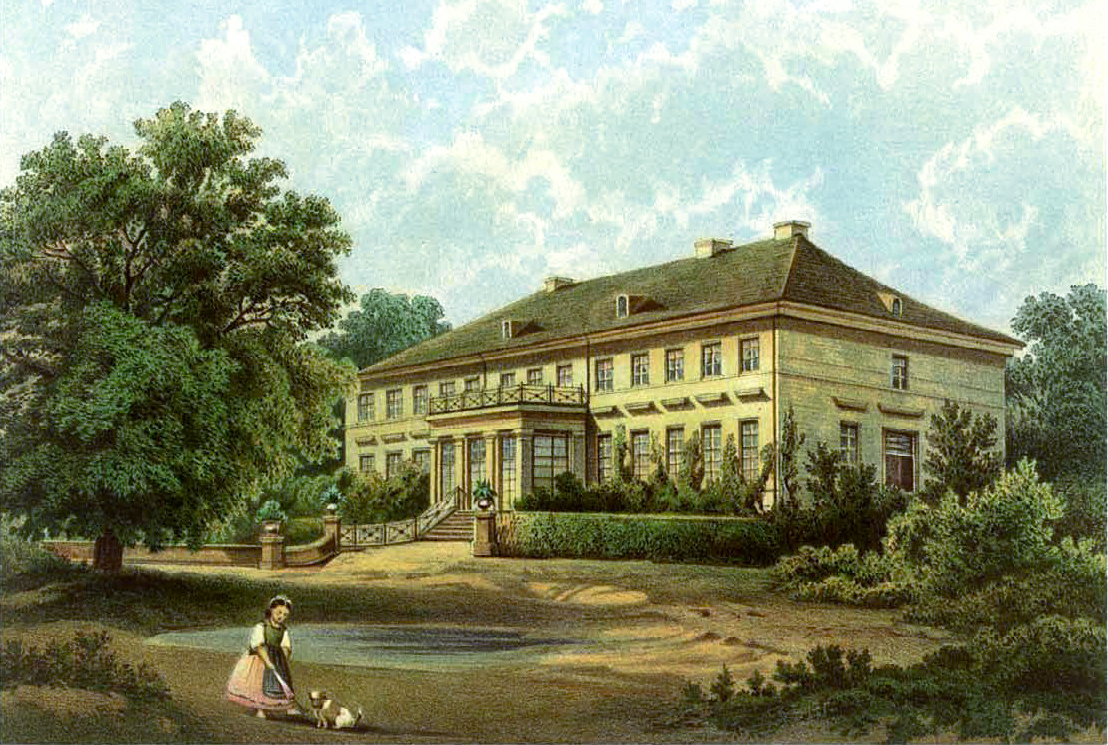
Bornzin (1841–1945)

## Wappen
Das Stammwappen ist von Schwarz und Silber gespalten mit einem gold-bewehrten Doppeladler in verwechselter Farbe. Auf dem Helm mit schwarz-silberner Helmdecke sind sieben abwechselnd schwarze und silberne Straußenfedern. Es kommen historisch auch Varianten mit umgekehrter Farbfolge vor.
Das Wappen derer von Zitzewitz, das auf alten Siegeln nicht immer deutlich überliefert ist, wurde in der dritten Linie zeitweise als halber Adler rechts und halber Rabe links geführt. Den Doppeladler im Stammwappen haben sie mit den ihnen benachbarten und seit 1389 nachgewiesenen von Mitzlaff gemeinsam, mit denen sie eines Stammes sind.

## Preußisches Herrenhaus
Aus Anlass der Feier des 600-jährigen Besitzes der im Flussgebiet der Stolpe und der Wipper gelegenen Familiengüter wurde dem Adelsgeschlecht am 16. Oktober 1900 in Bad Homburg vor der Höhe das Präsentationsrecht für das Preußische Herrenhaus verliehen.
Auf Präsentation des Verbandes des Geschlechts von Zitzewitz wurde daraufhin 1902 Albrecht von Zitzewitz, Gutsherr auf Turzig und Gesifzig im Kreis Rummelsburg, zum Mitglied des Preußischen Herrenhauses auf Lebenszeit berufen.

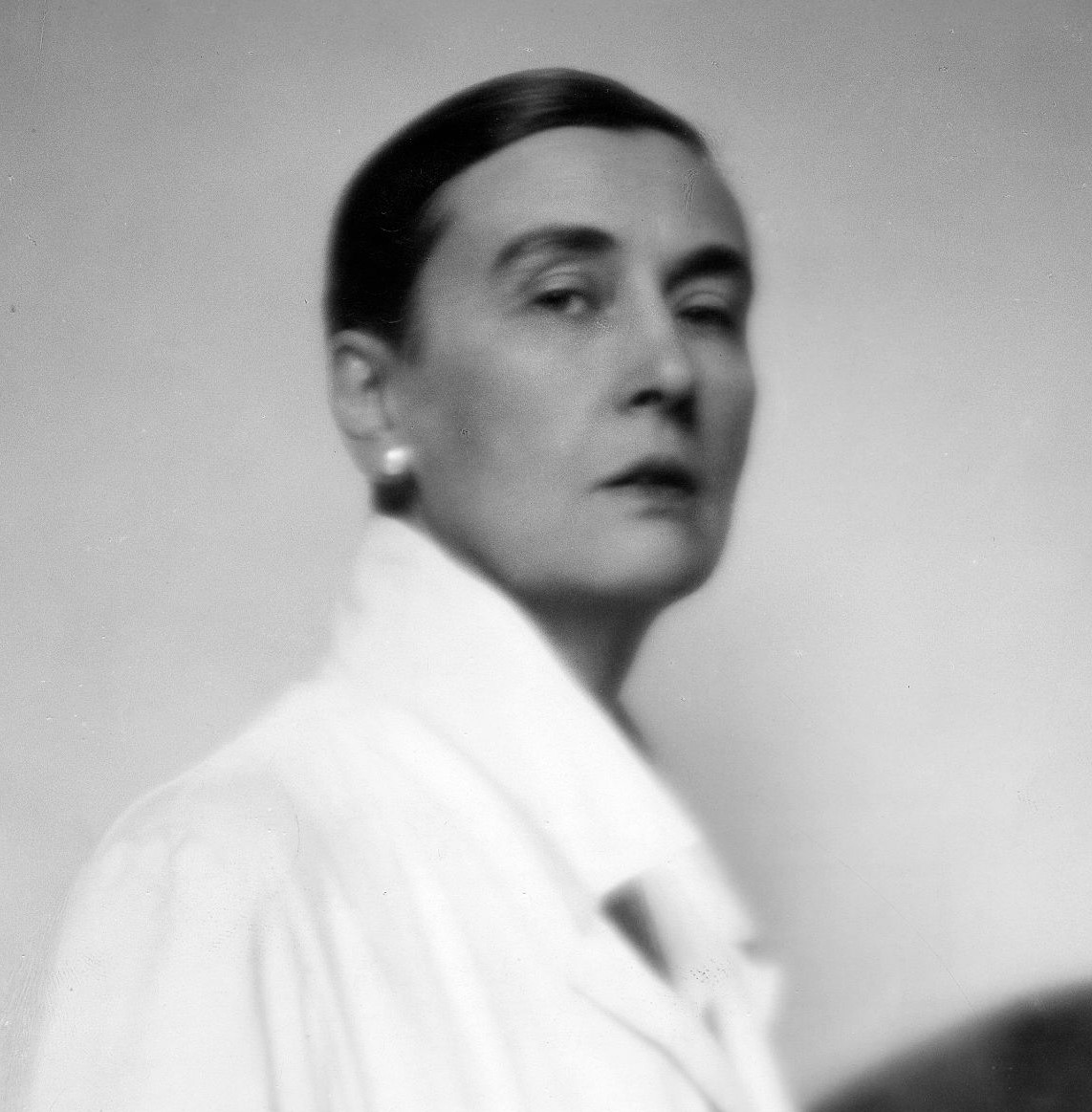
Augusta von Zitzewitz, etwa 1930 (Fotografie von Mario von Bucovich)

## Namensträger
- Albrecht von Zitzewitz (1848–1917), Gutsbesitzer, preußischer Politiker
- Andreas von Zitzewitz (* 1960), deutscher Manager
- Augusta von Zitzewitz (1880–1960), Berliner Porträtmalerin
- Bert von Zitzewitz (* 1958), deutscher Motocross- und Endurosportler
- Christian von Zittwitz (1943–2023), deutscher Verleger
- Davide von Zitzewitz (* 1992), deutscher Motocross- und Endurosportler
- Dirk von Zitzewitz (* 1968), deutscher Motorrad- und Automobilsportler
- Ernst von Zitzewitz (Politiker, 1835) (1835–1899), preußischer Oberst, Gutsbesitzer und Politiker
- Ernst von Zitzewitz (Politiker, 1873) (1873–1945), preußischer Gutsbesitzer und Politiker
- Fee von Zitzewitz (1943–2006), deutsches Fotomodell
- Friedrich von Zitzewitz (1887–1940), deutscher Jurist und Verwaltungsbeamter
- Friedrich-Karl von Zitzewitz (1863–1936), deutscher Gutsbesitzer und Landschaftsdirektor
- Friedrich Karl von Zitzewitz-Muttrin (1888–1975), deutscher Jurist, Offizier, Gutsbesitzer und Politiker (DNVP), MdR
- Georg von Zitzewitz (1892–1971), Offizier, Gutsbesitzer und Politiker (DNVP), MdR
- Heinrich von Zitzewitz (1867–1937), Fideikommissherr auf Zitzewitz, Dr. jur., RR Johanniterorden
- Heinrich von Zitzewitz (1925–1998), Künstler und Autor
- Henry Paul von Zitzewitz (1876–1945), Jurist, Polizeipräsident
- Jacob von Zitzewitz (1507–1572), pommerscher Politiker, Kanzler
- Johann Boguslaw von Zitzewitz (1724–1803), königlich preußischer Generalmajor
- Leopold Nicolaus George von Zitzewitz (1761–1818), Landrat des Stolpeschen Kreises
- Lisaweta von Zitzewitz (1952–2020), Publizistin, Slawistin und Projektmanagerin
- Michael von Zitzewitz (* 1945), Vorsitzender der Geschäftsführung der Messe Frankfurt GmbH
- Nikolaus von Zitzewitz (1634–1704), Jurist, ab 1677 Abt im Benediktinerkloster Huysburg
- Paul von Zitzewitz (1843–1906), deutscher Rittergutsbesitzer und Parlamentarier
- Peter Christoph von Zitzewitz (1721–1800), königlich preußischer Generalmajor
- Philipp von Zitzewitz (* 1978), deutscher Graffiti-Künstler, Filmemacher und Journalist
- Victor von Zitzewitz (1908–1943), deutscher Schauspieler
- Volker von Zitzewitz (1934–2025), deutscher Endurosportler
- Wilhelm von Zitzewitz (1838–1925), Gutsbesitzer und preußischer Politiker
- Wilhelm von Zitzewitz (1896–1946), letzter Gutsbesitzer auf Zitzewitz, Major, hingerichtet in Moskau

## Weitere Literatur
- Otto Hupp: Münchener Kalender 1931. Buch u. Kunstdruckerei AG, München / Regensburg 1931.